# Benjamin Griveaux
Benjamin Griveaux (ur. 29 grudnia 1977 w Saint-Rémy) – francuski polityk i samorządowiec, deputowany do Zgromadzenia Narodowego, sekretarz stanu (2017–2019).

## Życiorys
Urodził się w rodzinie prawników. Ukończył Instytut Nauk Politycznych w Paryżu (1999) oraz szkołę biznesową HEC Paris (2002). Zaangażował się w działalność polityczną w ramach Partii Socjalistycznej. Od 2003 był doradcą Dominique’a Strauss-Kahna, w 2006 dołączył do rady dyrektorów przedsiębiorstwa konsultingowego Mediane Conseil. Od 2008 do 2015 był radnym miasta Chalon-sur-Saône oraz wiceprzewodniczącym rady departamentu Saona i Loara. W 2012 wszedł w skład gabinetu politycznego minister Marisol Touraine. Od 2014 do 2016 był dyrektorem do spraw komunikacji i spraw publicznych w Unibail-Rodamco.
W 2016 został rzecznikiem prasowym En Marche! i jednym z najbliższych współpracowników jego lidera Emmanuela Macrona. W wyborach parlamentarnych z czerwca 2017 uzyskał mandat posła do Zgromadzenia Narodowego w jednym z paryskich okręgów. W tym samym miesiącu dołączył do drugiego rządu Édouarda Philippe’a jako sekretarz stanu przy ministrze gospodarki i finansów. W listopadzie 2017 przeszedł na stanowisko sekretarza stanu przy premierze i jednocześnie rzecznika prasowego rządu. Zakończył urzędowanie w marcu 2019 celem skoncentrowania się na kampanii przed wyborami lokalnymi w Paryżu. Był kandydatem LREM na mera francuskiej stolicy, jednak zrezygnował z ubiegania się o tę funkcję na kilka tygodni przed głosowaniem. Doszło do tego w atmosferze skandalu związanego z wyciekiem materiałów z życia prywatnego o charakterze seksualnym.